# Mariusz Marasek
Mariusz Wojciech Marasek (* 22. April 1959 in Skierniewice) ist ein polnischer Politiker (ZChN, Akcja Polska, RdR, ROP, AWS). Er war von 1991 bis 1993 Mitglied des Sejm in der I. Wahlperiode.

## Leben und Beruf
Mariusz Marasek schloss 1988 ein Geschichtsstudium an der Universität Łódź ab. Er arbeitete anschließend als Geschichtslehrer und Schulaufsichtsbeamter. Er war 1996 Mitbegründer und später bis zur Auflösung 2018 Prorektor der Wyższa Szkoła Ekonomiczno-Humanistyczna in Skierniewice. Später arbeitete er in der Sicherheitsabteilung eines Rüstungsunternehmens. 2019 wurde er Direktor des Woiwodschafts-Straßenverkehrszentrums in Skierniewice. Er ist Mitbegründer und Vorsitzender eines Hospizvereins in seiner Heimatstadt.

## Politik
Marasek wurde bei der ersten völlig freien Parlamentswahl 1991 auf der Liste Wyborcza Akcja Katolicka für die Zjednoczenie Chrześcijańsko-Narodowe (ZChN) in den Sejm gewählt. 1992 war er Berater von Innenminister Antoni Macierewicz. Nach Macierewiczs Entlassung trat Marasek aus der ZChN aus und gründete mit ihm und Piotr Walerych die Akcja Polska, deren parlamentarischer Gruppe er bis zum Ende der Wahlperiode angehörte. Bei der Parlamentswahl 1993 kandidierte er für die Ruch dla Rzeczypospolitej, der sich die Akcja Polska inzwischen angeschlossen hatte. Diese scheiterte jedoch mit 2,7 % der Stimmen an der neu eingeführten Sperrklausel. Von 1994 bis 2002 gehörte er dem Stadtrat seiner Heimatstadt Skierniewice an. Später trat er Jan Olszewskis Ruch Odbudowy Polski (ROP) bei. Für die ROP kandidierte er 1997, erreichte aber kein Mandat. Ende der 1990er Jahre kehrte er zur ZChN zurück. Für diese kandidierte er bei der Parlamentswahl 2001 im Rahmen des Wahlbündnisses Akcja Wyborcza Solidarność zum Sejm. Die AWS scheiterte jedoch an der 8-%-Hürde für Wahlbündnisse. Einen weiteren erfolglosen Versuch, in das Parlament zurückzukehren, unternahm er bei der Wahl 2011, als er als Parteiloser auf der Liste der Prawo i Sprawiedliwość (PiS) kandidierte. Ebenfalls ohne Erfolg bemühte er sich bei den Selbstverwaltungswahlen 2014 um ein Mandat im Sejmik der Woiwodschaft Łódź.
Marasek blieb stets ein enger politischer Mitarbeiter von Antoni Macierewicz. Er war von 2006 bis 2008 Mitglied der Überprüfungskommission für den aufgelösten Geheimdienst Wojskowe Służby Informacyjne. 2015 wurde er von Macierewicz zum Beauftragten für das und Direktor des NATO Counter-Intelligence Centre of Excellence ernannt.